# Partit Comunista de la República Popular de Donetsk
El Partit Comunista de la República Popular de Donetsk (CPDPR; en rus: Коммунистическая партия Донецкой Народной Республики (КПДНР), Kommunisticheskaia vartia Donetskoi Narodnoi Respubliki) és un partit polític comunista de l'autoproclamada República Popular de Donetsk. El seu líder és Boris Litvinov, que va ser president del Consell Popular de la República Popular de Donetsk.

## Història
La creació del Partit Comunista de la República Popular de Donetsk va ser anunciada el 8 d'octubre de 2014. Boris Litvinov, que anteriorment era el líder d'una branca regional del Partit Comunista d'Ucraïna al districte de Kirovski, en va ser elegit president del partit.
Va donar suport Alexander Zakhàrtxenko per a la candidatura a primer ministre a les eleccions generals del Donbàs del 2 de novembre de 2014, el qual va guanyar. Amb tot, el partit directament no va poder participar-hi perquè «hi havia massa errors» en la documentació presentada. No obstant això, alguns candidats van ser incorporats a la llista del partit República de Donetsk, obtenint tres representants: Boris Litvinov, Vadim Zaibert i Nikolai Ragozin. Més endavant, Zaibert va ser mort en combat.
El 2016, en el marc de la retòrica anticomunista afavorida pel govern d'Ucraïna, tots els membres del Partit Comunista van ser desposseïts els seus escons al parlament per «pèrdua de confiança».
El 2019, el partit va enviar un missatge de reconeixement a Nicolás Maduro amb motiu de la presa de possessió davant el Tribunal Suprem de Justícia del seu segon mandat com a president de Veneçuela.